# 凯文·哈彻
凯文·哈彻（英語：Kevin Hatcher，1966年9月9日—），美国男子冰球运动员，场上位置是后卫。他曾代表美国国家队参加1998年冬季奥林匹克运动会冰球比赛，获得第六名。